# Vietnã pós-guerra
Vietnã pós-guerra - Uma aventura no Sudeste Asiático é um livro escrito pelo brasileiro Airton Ortiz, lançado em 2009, e que narra suas viagens pelos países da Indochina, particularmente pelo Vietnã.

## Resenha
Especializado em esportes e aventuras radicais, o jornalista e escritor gaúcho, Airton Ortiz, tem se dedicado a escrever livros sobre suas viagens pelos lugares mais inóspitos, exóticos e interessantes do planeta.
Desta vez, seu destino foi a Indochina, onde ele visitou o Laos, a Tailândia e o Cambodja, para se deter, finalmente, no Vietnã, cujo território percorreu demoradamente, de Hanoi, no norte, à Cidade de Ho Chi Minh (ex-Saigon), no sul, passando pela baía Ha Long e pela Zona Desmilitarizada, antiga fronteira entre o Vietnã do Norte e Vietnã do Sul.
Acompanhado pelo repórter fotográfico Luiz Antônio Ferreira, Ortiz visitou os locais onde se deram as maiores batalhas durante a Guerra do Vietnã, com o propósito de recontar a história a partir do ponto de vista dos vietnamitas, uma vez que o que se conhece, no Brasil, sobre aquele conflito, foi filtrado pela visão da imprensa norte-americana.
Logo no início de sua estada em Hanoi, ele descobriu que aquela que chamamos de "Guerra do Vietnã", é chamada pelo vietnamitas de "Guerra Americana", e que quando a imprensa ocidental informava que o motivo da guerra era impedir o avanço do Comunismo no mundo, para o povo do Vietnã a luta era para defender o país da invasão de uma potência estrangeira.
Ao cabo de suas andanças por aquelas terras, o autor conclui que o Vietnã é, atualmente, um país com um sistema político ditatorial, onde a burocracia ligada ao Partido Comunista (que, segundo ele, "de comunista já não tem nada") governa com mão de ferro. E que o sistema econômico tornou-se capitalista, baseado na economia de livre mercado.
Ou seja, após anos de proximidade com a União Soviética, o Vietnã acabou se inclinando pelo modelo chinês.

## Referência
- «Guerra do Vietnã ou Guerra Americana?» (Visitado em 10/11/2009)